# A Freak Temperance Wave
A Freak Temperance Wave è un cortometraggio del 1914 diretto da Allen Curtis e interpretato da Louise Fazenda. Prodotto e distribuito dall'Universal Film Manufacturing Company, il film uscì in sala il 28 gennaio 1914.